# Aristóxeno

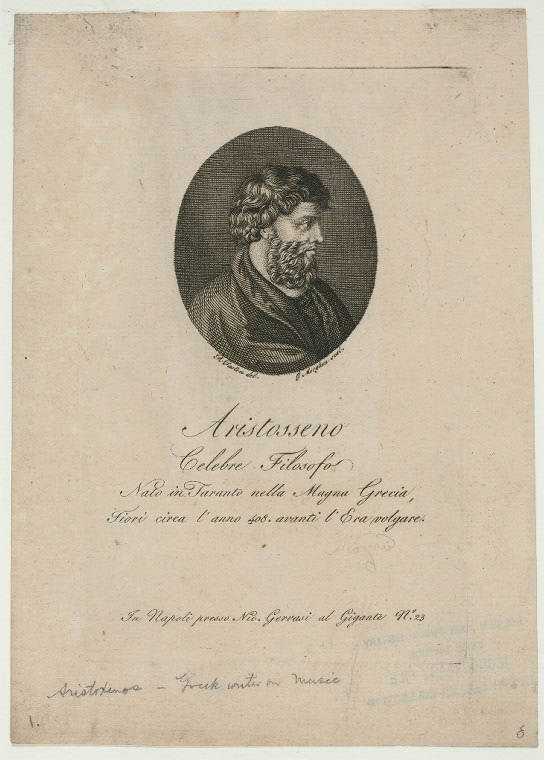
Retrato imaginario de Aristógenes grabado en un libro italiano:
Aristosseno, Celebre Filósofo Nato in Taranto nella Magna Grecia, Fiori circa l’anno 408. avanti l’Era volgare. In Napoli presso Nio. Gerrasi al Gigante N.º23.
Traducido del italiano al español, dice:
Aristógenes, célebre filósofo nacido en Tarento en la Magna Grecia, floreció hacia el año 408 antes de la era vulgar. [Publicado] en Nápoles por N. Gerrasi en calle Gigante n.º 23.

Aristóxeno de Tarento o Aristógenes de Tarento
(354-300 a. C.)
fue un filósofo, músico y teórico de la música griego, perteneciente a la escuela peripatética.
En idioma griego su nombre se escribe Ἀριστόξενος (que se pronuncia [aristóksenos] y significa ‘excelente’, como éksojos, lapbrós o éndoksos).

## Biografía
Nació en la villa de Taras (hoy llamada Tarento), en el sur de la península itálica. Fue educado por su padre, Espíntaro, que había sido discípulo de Sócrates. También estudió con Lampro de Eritras y con Jenófilo, de quien aprendió teoría musical. También siguió las enseñanzas filosóficas de Aristóteles en Atenas.
Se enfadó cuando ―a la muerte de Aristóteles― Teofrasto fue nombrado director de la escuela aristotélica, y no él mismo.
Una anécdota recogida por el paradoxógrafo Apolonio menciona que, mientras estaba en Tebas, Aristóxeno curó, haciendo sonar la flauta, a un hombre después de que este hubiera quedado enloquecido por el sonido de una trompeta.

## Obras y pensamiento
Sus escritos, que fueron 453, seguían el estilo de Aristóteles y se centraban en la filosofía, la ética y la música. No se conserva obra original suya.
La tendencia empírica de su pensamiento se muestra en su teoría de que el alma y el cuerpo se relacionan con la misma armonía que las partes de un instrumento musical.
En su época, la única teoría musical era la de la escuela de los pitagóricos, que consideraba que la afinación se basaba exclusivamente en proporciones numéricas armónicas. En cambio Aristóxeno creía que lo fundamental era la experiencia auditiva.
Aristóxeno contribuyó a la creación de la notación musical griega, que tuvo gran importancia en el desarrollo posterior de la teoría de la música.
En música, Aristóxeno afirmaba que los intervalos de la escala no debían ser calculados mediante proporciones matemáticas ―como hacían los seguidores de la escuela pitagórica― sino por su oído. De sus tratados musicales se conservan dos libros de los Elementos de armonía, y algunos fragmentos de los Elementos de la rítmica.

### Elementa harmonica

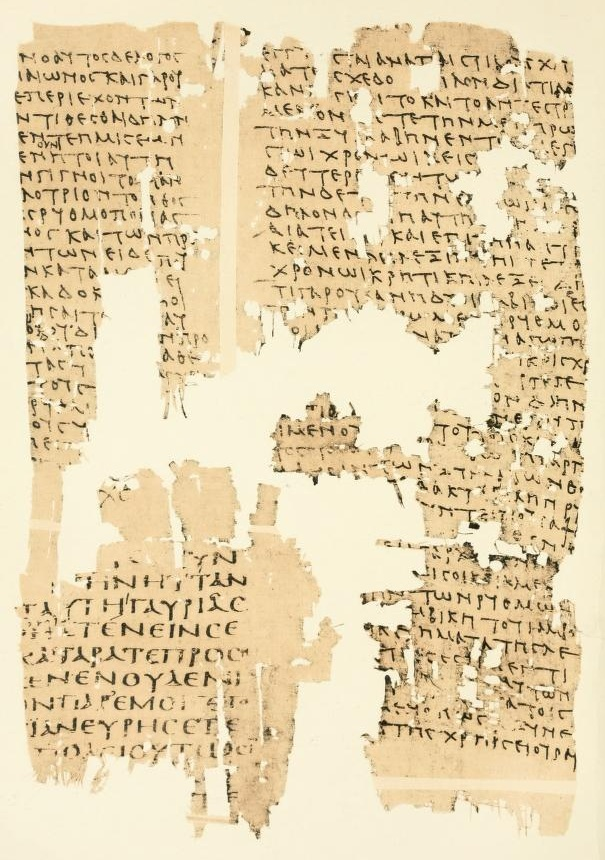
Fragmento del tratado de Aristóxeno: Rythmica Stoicheia

El tratado más antiguo de música del que se tiene conocimiento es Elementos armónicos, de Aristóxeno. En este tratado se define el estudio de los intervalos, de los tetracordios y de los sistemas, separando los elementos de la melodía y los genera (diatónico, enarmónico y cromático) de los tetracordios.
En Elementos armónicos, Aristóxeno intentó una exposición completa y sistemática de la música. El primer libro contiene una explicación de los genera de la música griega, así como de su especie; esto es seguido por algunas definiciones generales de los términos, en particular los de sonido, intervalo y sistema. En el segundo libro, Aristóxeno divide la música en siete partes: los genera, los intervalos, los sonidos, los sistemas, los modos, las mutaciones y la melopea.
Aristóxeno rechazó la opinión de los pitagóricos de que las reglas aritméticas fueran el último orden de intervalos y que en todos los sistemas se tuviera que encontrar una coincidencia matemática antes de que tal sistema pudiera decirse que fuera armónico. En su segundo libro, Aristóxeno afirma que

por la resonancia se juzga la magnitud de un intervalo, y por el conocimiento que consideramos su intensidad.

Más adelante, escribió

la naturaleza de la melodía es mejor asimilada por la percepción de los sentidos, y es retenida por la memoria; y no hay otra forma de llegar al conocimiento de la música

Sin embargo

otros afirman que es el estudio de los instrumentos lo que alcanza este conocimiento [...] eso es hablar violentamente